# Les Cars

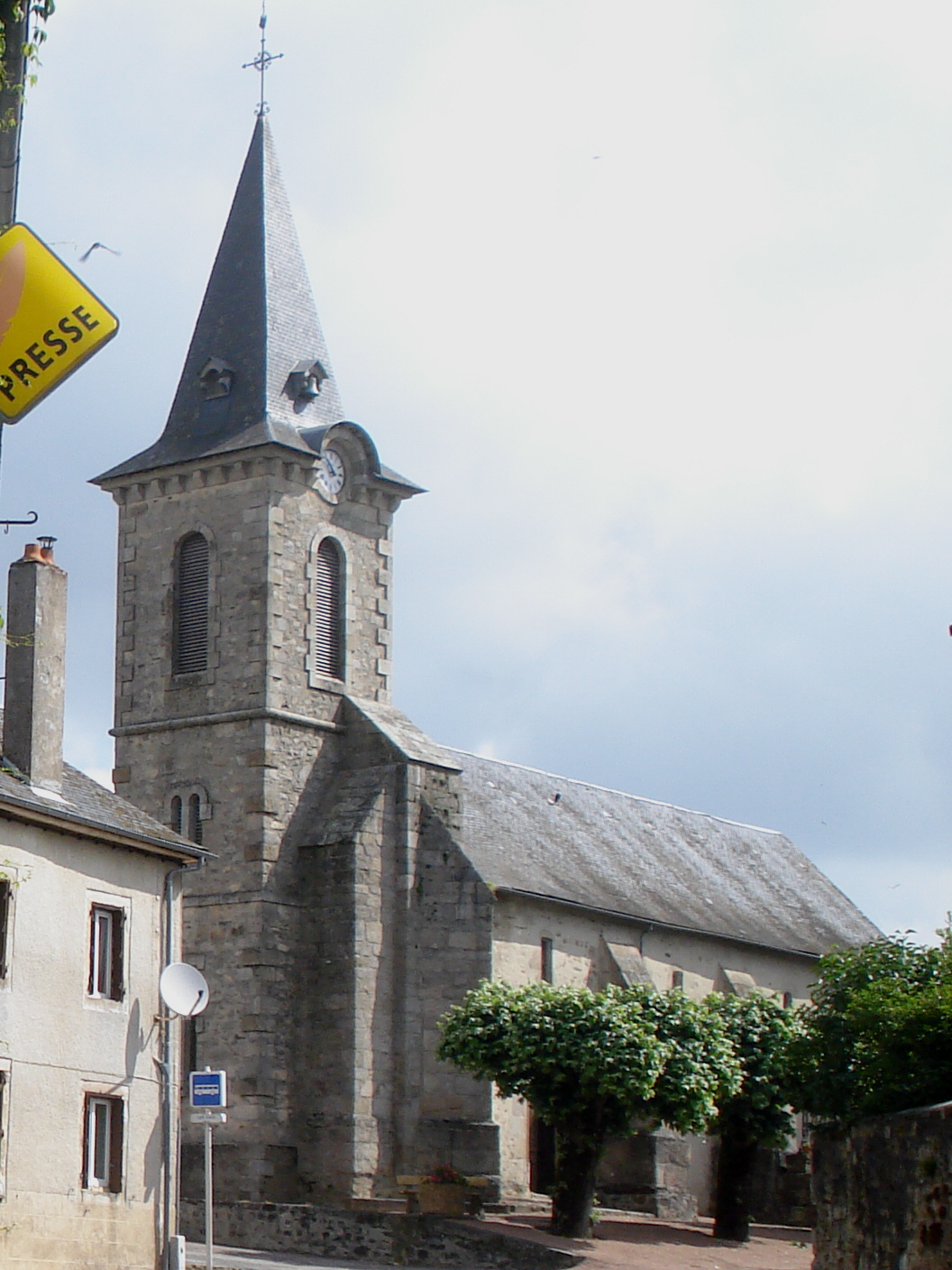
Kościół Narodzenia Najświętszej Matki Bożej (2008)

Cars – miejscowość i gmina we Francji, w regionie Nowa Akwitania, w departamencie Haute-Vienne.
Według danych na rok 1990 gminę zamieszkiwało 551 osób, a gęstość zaludnienia wynosiła 33 osoby/km² (wśród 747 gmin Limousin Cars plasuje się na 237. miejscu pod względem liczby ludności, natomiast pod względem powierzchni na miejscu 407.).

## Populacja

Populacja Cars w latach 1962–2008